# دیوید لافاتا
دیوید لافاتا (به چکی: David Lafata) (زاده ۱۸ سپتامبر ۱۹۸۱) بازیکن فوتبال اهل کشور جمهوری چک است.

## تیم ملی
وی سابقه ۱۸ بازی ملی برای تیم ملی فوتبال جمهوری چک در کارنامه دارد، همچنین پست تخصصی او مهاجم است.